# Mixed Up (filme)
Mixed Up é uma compilação realizada pelos Estúdios Keystone, e que inclui clipes de dois curta-metragens protagonizados por Charles Chaplin (Those Love Pangs e His New Job), editados de forma a contar uma "nova história".

## Elenco
- Robert Bolder
- Charles Chaplin
- Chester Conklin
- Norma Nichols
- Ben Turpin
- Leo White